# Destroyer (песня)
«Destroyer» (в переводе с англ. — «Разрушитель») — второй сингл американской метал-группы Static-X с альбома Cannibal, который был выпущен 3 апреля 2007 года на лейбле Reprise Records. Песня стала доступна на iTunes 13 февраля 2007 года, а 20 марта того же года вышла на EP. В чарте Mainstream Rock песня достигла позиции № 23.

## Клип
Видео было записано 7 марта и согласно комментарию Уэйном Статиком, видео повествует о двух женских командах по роллер-дерби, The Destroyers и The Homewreckers. Большинство девушек, показанных в видео, играют за команду из «Central Coast Roller Derby» в Сан-Луис-Обиспо, Калифорния. В видео показано состязание этих двух команд, во время которого одна из команд использует незаконные приёмы во время игры. Участники группы появляются в видео как музыканты так и как тренеры и судьи. Уэйн Статик появляется как судья дерби, «Dick Hurtz», Тони Кампос и Ник Оширо как тренеры команд, «Mike Rotch» и «Mon Keedick», а Коити Фукуда появляется как один из болельщиков «Don Keedick».

## Саундтреки
Песня «Destroyer» использовалась в рекламе для компьютерной игры WWE SmackDown vs. Raw 2008.

## Список композиций
| №  | Название    | Длительность |
| -- | ----------- | ------------ |
| 1. | «Destroyer» | 2:47         |

### Destroyer EP
| №                   | Название                 | Длительность |
| ------------------- | ------------------------ | ------------ |
| 1.                  | «Destroyer»              | 2:47         |
| 2.                  | «Cannibal»               | 3:13         |
| 3.                  | «Love Dump»              | 4:20         |
| 4.                  | «Push It»                | 2:36         |
| 5.                  | «I’m with Stupid (клип)» |              |
| Общая длительность: | Общая длительность:      | 12:56        |

## Чарты
| Чарт (2007)                             | Позиция |
| --------------------------------------- | ------- |
| US Billboard Hot Mainstream Rock Tracks | 23      |